# اسفندیار زرنگار
اسفندیار زرنگار (زاده‌ی ۲۴ مه ۱۹۴۲) یک شمشیرباز اهل ایران است. او در رقابت‌های انفرادی و تیمی اپه در بازی‌های المپیک تابستانی ۱۹۷۶ شرکت داشت.